# Lubomira Burchardt
Lubomira Burchardt – polska hydrobiolog, profesor nauk biologicznych, pracownik naukowy Collegium Polonicum w Słubicach UAM i Instytutu Biologii Środowiska Wydziału Biologii Uniwersytetu im. Adama Mickiewicza w Poznaniu.

## Życiorys
W 1974 r. obroniła pracę doktorską, której promotorem była prof. Izabela Dąmbska, w 1994 r. uzyskała tytuł profesora nauk biologicznych. Pracowała na stanowisku profesora zwyczajnego w Instytucie Biologii Środowiska na Wydziale Biologii Uniwersytetu im. Adama Mickiewicza w Poznaniu i w Collegium Polonicum w Słubicach Uniwersytetu im. Adama Mickiewicza w Poznaniu.
Była członkiem Komitetu Botaniki PAN.